# Розенталь, Ида
И́да Розента́ль (англ. Ida Rosenthal, урождённая И́да Кагано́вич; 9 января 1886 — 29 марта 1973) — американская дамская портниха и предприниматель. Родилась в Белоруссии (в то время часть Российской империи).

## Биография
Ида Каганович родилась в еврейской семье в городе Раков, недалеко от Минска. В возрасте 18 лет она эмигрировала в Соединенные Штаты вслед за своим женихом Уильямом Розенталем и американизировала свою девичью фамилию Каганович, став Идой Коэн. Родные и близкие называли её еврейским именем Итель. Ида Коэн и Уильям Розенталь поженились в 1907 году.
В 1921 году совместно с Энид Биссет супруги Розенталь открыли магазин одежды, который через год был зарегистрирован под названием Maiden Form.
В 1925 году в Бейонне, штат Нью-Джерси был открыт первый завод Maidenform, ориентированный уже на выпуск их самого популярного продукта — бюстгальтеров. Позже компания расширила свое производство до женского белья в целом, а также купальников.
Несмотря на Великую депрессию и отставку Энид, бизнес был очень успешным и распространился на рынки Соединённых Штатов, Европы и Латинской Америки.
Изначально бюстгальтер Maidenform возник как средство улучшить посадку платьев, которые Ида и Энид подавали в своем магазине, но стал таким популярным, что его начали продавать отдельно. Их продукт был серьёзно изменён и улучшен по сравнению с предыдущими моделями бюстгальтеров, так как в Maidenform использовали раздельные чашечки, которые поддерживали форму и соответствовали размеру груди, а не сглаживали грудь, как это делалось ранее (так называемая «мальчишеская форма»).
Под руководством Иды и её мужа фирма добилась больших успехов. Maidenform была первой компанией, которая изготовила и стала продавать бюстгальтер для беременных. Муж Иды, Уильям Розенталь изобрел стандарт для размера чашечек бюстгальтера. В 1942 году Ида получила патент на регулируемую застёжку. В это же время предприятие Maidenform становится известным за счет выпуска колоритных газетных объявлений с моделями в нижнем белье и рекламным слоганом «Я мечтаю… в бюстгальтере от Maidenform».
После смерти Уильяма в 1958 году Ида становится президентом компании.
Ида Розенталь умерла в 1973 году от пневмонии, оставив компанию под руководством своего зятя, доктора Джозефа Колмана. После смерти Колмана дочь Иды — Беатрис Розенталь Колман получила контроль над компанией.